# Манкузо, Стефано
Стефано Манкузо (род. 9 мая 1965, Катандзаро, Италия) — итальянский ботаник, проявивший себя сразу в нескольких научных областях, писатель, популяризатор науки, эссеист и профессор. Стефано преподаёт общую арбористику и выращивание деревьев в своём альма-матер Флорентийском университете на кафедре Сельскохозяйственных, пищевых, экологических и лесных наук и технологий. Является членом Accademia dei Georgofili, одним из основателей Общества по контролю за поведением растений (фр. Societe internationale pour le signalement et le comportement des plantes) и Международной лаборатории нейробиологии растений (англ. International Laboratory of Plant Neurobiology).

## Биография
Сам Манкузо утверждает, что сильный интерес к изучению растений появился у него уже в зрелом возрасте во время обучения в университете.
С 2001 года Манкузо является профессором Флорентийского университета, а в 2005 году основал Международную лабораторию нейробиологии растений, предназначенную для исследований физиологии, поведения, молекулярной биологии, интеллекта и других областей применительно к растениям.
В 2010 году Манкузо читает в Оксфорде лекцию про движение корней в почве, о том, как они ищут воду, питательные вещества и захватывают новые пространства.
В 2012 году в проекте Плантоид (англ. Plantoid) Стефано принял участие в создании т. н. био-вдохновлённого (итал. bio-ispirato) робота, который имитировал некоторые природные свойства корней, и мог бы, к примеру, исследовать местность, которая трудно доступна или загрязнена в результате ядерной аварии или применения бактериологического оружия.
В 2013 году Манкузо опубликовал книгу «Интеллект растений» (итал. L’intelligenza delle piante), написанную в соавторстве с Алессандрой Виолой.
В 2014 году в Университете Флоренции он создал стартап, специализирующийся на биомиметике растений и автономную плавучую теплицу, которую в 2016 году предложили для массового производства чилийскому правительству.

## Научные исследования

### Вдохновители и предшественники
Стефано Манкузо был вдохновлен исследованиями Джорджа Вашингтона Карвера, Эфраима Уэльса Булла и Чарльза Харрисона Блэкли, а также таких известных натуралистов, как Чарльз Дарвин и Грегор Иоганн Мендель.
Нейробиология растений входит в область ботаники, а также исследования памяти (в том числе трансгенерации обучения, включая эпигенетическое обучение), опыта (например, мимоза стыдливая, которая реагирует на прикосновения складыванием своих листьев), общения и социальной жизни растений.
По словам Стефано Манкузо, с начала 90-х годов ученые начали признавать, что растения обладают не только способностью к общению между собой, но и собственной формой интеллекта.

### Корневая система растений
Стефано Манкузо изучал способности растений и их корневой системы (в частности вершин корней, которые очень чувствительны к различным типам стимулов, таких как: давление, температура, определённые звуки, влажность и поражения). Также Манкузо были интересно изучать, каким способом корни используют почву для крепления растений, доступа к воде и к питательным веществам, симбиоза с другими видами и связи с другими растениями. Согласно статье, опубликованной в 2004 году группой ботаников (в которую входил и Манкузо), области верхушек корней взаимодействуют между собой, образуя структуру, функции которой во многом аналогичны функциям мозга животных.

### Восприятие растений
Согласно логике Манкузо, в процессе эволюции растениям приходилось вырабатывать решения проблем, с которыми сталкиваются организмы, ведущие прикреплённый образ жизни. Хотя у растений нет ни нервов, ни головного мозга, у них есть социальная жизнь и, следовательно, аналоги органов чувств (ключи к пониманию которых можно найти в некоторых клетках (гаметы и бактерии), кораллах, губках и в, казалось бы, очень примитивных организмах, таких как пластинчатые, которые не имеют ничего, что даже отдалённо напоминает мозг, но при этом демонстрируют поведение, присущее обладателям такового), хотя и очень отличающихся от тех, которые наблюдаются у представителей животного мира. В 2012 году Манкузо и его коллеги доказали, что растения имеют специальные рецепторы, которые делают их корни чувствительными к звуку и направлению его распространения. Другие биологи ещё 4 года назад утверждали, что деревья в условиях острой нехваткой воды могут излучать звуки, которые, возможно, больше, чем просто пассивные признаки кавитации.
Фитопланктон и наземные растения обладают определенными способностями по восприятию света. Манкузо и его коллеги доказали при помощи лабораторного эксперимента над резуховидкой, что концы корней очень чувствительны к свету (нескольких секунд освещения достаточно, чтобы вызвать немедленную и сильную реакцию молекул АФК в корне). Описанное Манкузо и его коллегами в их работе явление во многом дополняло более ранние наблюдения и исследования живых корней, сделанные при помощи конфокальной микроскопии.
В своей книге «Революция растений» Манкузо описывает, как растения на протяжении сотен миллионов лет находили и тестировали «блестящие» решения различных проблем, которые стоят перед человечеством сегодня. Растения, отчасти благодаря симбиозу с бактериями и грибками, «изобрели» хорошо оптимизированные и стабильные способы колонизации земной поверхности (до ста метров в высоту), а затем и нижних слоёв атмосферы (до птиц). Также растения создали одну из самых важных углеродных воронок на нашей планете, наладили производство чистой энергии из крахмала, сахара, склеренхимы и сложных биомолекул посредством фотосинтезерующего хлорофилла, биоразлагаемости по принципам циркулярной экономики.

### Растения и животные
Манкузо отмечает, что сосудистые растения имеют аналог кровеносной системы, состоящий из нескольких органов (в частности репродуктивных органов), но в отличие от высокоорганизованных животных, у растений есть рецепторы, распределённые по всему телу (в то время как у животных рецепторы сконцентрированы в специфических органах, таких как глаза, уши, кожа, язык). Репродуктивные органы растений многообразны по принципу своего функционирования, в то время как у животных они носят более унифицированный характер. По словам Манкузо, это говорит о том, что растения «нюхают», «слушают», «общаются» (между особями одного и того же вида, а иногда и с другими видами) и «учатся» (через определенную форму памяти, в том числе память их иммунной системы), используя весь свой модульный организм (что позволяет растениям лучше противостоять, как хищным, так и травоядным животным). Манкузо часто приводит в качестве примера луновидную фасоль, которая при нападении паутинных клещей (лат. Tetranychus urticae) выделяет в воздух комплекс молекул, способных привлечь Phytoseiulus persimilis, плотоядных клещей, которые готовы поглотить колонии своих паутинных собратьев. Манкузо и его коллеги особо выделили роль ауксинов, которые функционируют в роли нейромедиаторов, подобно тем, что встречаются у животных.
Теперь мы также знаем, что растения способны синтезировать молекулы, исполняющие роль аналогичную нейронам у животных, в частности синаптотагмины и глутамат натрия. Растения также могут осуществлять биосинтез молекул, которые, как предполагается, гомологичны молекулам, исполняющим важные функции у животных (например, молекулы активирующие иммунофилины, выполняющие у животных иммунную, и гормональную функции, в частности сигнализацию стероидных и неврологических гормонов). Цитология подтверждает существование растительных клеток, ведущих себя как синапсы, в которых ауксины, как представляется, играют роль нейромедиаторов (учитывая специфику растений). В 2005 году Манкузо совместно с несколькими биохимиками разработал «неинвазивный» микроэлектрод, основанный на технологии углеродных нанотрубок для измерения и фиксация потока информации, которая может циркулировать в растениях.

### Интеллект растений
Манкузо отмечает, что уже очень давно интеллект ошибочно считается многими людьми тем, «что отличает нас от других живых существ», но если рассматривать интеллект, как способность к решению поставленных задач и преодоление проблем, то мы должны признать, что растения им обладают, и именно интеллект позволяет растениям развиваться и реагировать на большинство проблем, с которыми они сталкиваются на протяжении своего онтогенеза.
Таким образом, растения адаптируются к жизни практически во всех достаточно освещённых наземных и водных средах, сталкиваясь, как с травоядными, так и хищными насекомыми и животными. Хоть у растений и нет органа, сравнимого с мозгом, но они используют эквивалент т. н. «диффузного мозга» (ит. «cervello diffuso»). Некоторые из растений, например, способны выделять вещества, которые привлекают насекомых и животных, чтобы впоследствии растения могли использовать их для собственных нужд. Синтезируемые растениями химические вещества зачастую оказывают очень сложное влияние на поведение животных и насекомых (примером могут послужить взаимовыгодные отношения мирмекофитов и муравьёв, в частности феномен т. н. садов дьвола в амазонских лесах).

Манкузо сделал вывод, что технические решения будущего должны быть в большей степени био-вдохновлёнными (итал. bio-ispirato). Как биологический вид, некоторые растения существовали на протяжении гораздо более длительного срока, чем любой из так называемых «высших» животных (например, гинкго билоба, который существует уже в течение 250 миллионов лет). Манкузо вспоминает, как Чарльз Дарвин показал, что все живые организмы, дошедшие до настоящего времени находятся на пике своего развития, если рассматривать их становление с точки зрения эволюции. Растения входят в число организмов, без которых не было бы жизни на Земле как таковой, поэтому мы должны защищать и отстаивать их право на дальнейшее существование и процветание. Манкузо и его коллеги вспоминают, что в конце своей жизни, когда Чарльз Дарвин стал больше интересоваться растениями, в книге под названием «Сила движения растений» (англ. The Power of Movement in Plants) Дарвин писал: 
... не будет преувеличением сказать, что верхушка корня настолько наделена чувствительностью, что способна направлять движения частей растения, как и мозг некоторых низших животных. Мозг присутствует в передней части тела, воспринимает ощущения от органов чувств и направляет различные движения...

## Критика
Стефано Манкузо проводит исследования в области так называемой растительной нейробиологии, концепции, которая всё ещё является предметом споров в научном сообществе.
По словам Манкузо, академики изначально были очень скептично настроены по отношению даже к такому простому понятию, как «растительное поведение» или обучению у растений, и вплоть до 2005 года в академических кругах был негласный запрет на обсуждение «поведения растений», но последующие открытия привели к созданию университетских кафедр в рамках этой области, а также к написанию многочисленных статей и научных работ. Примерно в то же время начались разговоры о «био-вдохновлённых плантоидных роботах», которые могли бы, например, использовать лёгкую механическую систему, схожую с корнями растений, для восстановления размытых и/или загрязнённых почв. Некоторые учёные до сих пор отказываются говорить об интеллекте растений и даже об их «сознании», так как это приводит к возникновению новых философских вопросов, к примеру: если растения воспринимают раны или агрессию, а потом реагируют на них, осуществляя различные биохимические процессы, то можно ли здесь провести аналогии с болевыми ощущениями у животных? В 2008 году петиция, подписанная тридцатью шестью европейскими и североамериканскими биологами, призвала не использовать термин «растительная нейробиология» в научном обиходе. С другой стороны, гипотеза о распространённом у растений интеллекте, кажется, сразу же привлекла внимание широкой общественности.
Тем не менее, культурные и даже теоретические предпосылки до сих пор препятствовали количественной и качественной оценке (в частности через эксперименты) когнитивных способностей растений. Сама научная методология оценки интеллекта была построена для исследования человека и животных (сравнительно недавно к этому прибавились ещё и исследования искусственного интеллекта).
Сама идея по предоставлению растениям прав для защиты их достоинства аналогично животным, предложенная Манкузо, по-прежнему шокирует многих, как с точки зрения философии, так и политики. Для Манкузо обеспечение растений определёнными правами означает прежде всего защиту самих людей, которые полностью зависят от растений в вопросах обеспечения кислородом, продуктами питания и биоразлагаемыми волокнами. Если человек захочет эмигрировать на другую безжизненную планету, то ему придётся делать это совместно с другими организмами, включая растения, от которых мы полностью зависим. Поэтому человечество должно быть заинтересовано в том, чтобы защита условий жизни и разнообразия растений происходила в том числе и на законодательном уровне.

## Награды
- Премия Хемингуэя - 26 июня 2021 года[39]
- Награда за охрану окружающей среды на фестивале в Тиньяно - 2019 год[40]
- Литературная премия Галилео за популяризацию науки - 21 мая 2018 года[41]

## Работы

### Публикации
- Baluška, F., Volkmann, D., Hlavacka, A., Mancuso, S., & Barlow, P. W. (2006). Neurobiological view of plants and their body plan. In Communication in plants (pp. 19–35). Springer, Berlin, Heidelberg.
- Brenner, E. D., Stahlberg, R., Mancuso, S., Vivanco, J., Baluška, F., & Van Volkenburgh, E. (2006). Plant neurobiology: an integrated view of plant signaling. Trends in plant science, 11(8), 413—419.
- Gagliano, M., Mancuso, S., & Robert, D. (2012). Towards understanding plant bioacoustics. Trends in plant science, 17(6), 323—325.
- Gagliano M, Renton M, Duvdevani N, Timmins M & Mancuso S (2012) Out of sight but not out of mind: alternative means of communication in plants. PLoS One, 7(5), e37382.
- Mancuso, S. (Ed.). (2011). Measuring roots: an updated approach. Springer Science & Business Media.
- Mancuso, S., & Viola, A. (2015). Brilliant green: The surprising history and science of plant intelligence. Island Press.
- Santelia, D., Vincenzetti, V., Azzarello, E., Bovet, L., Fukao, Y., Düchtig, P., … & Geisler, M. (2005). MDR‐like ABC transporter AtPGP4 is involved in auxin‐mediated lateral root and root hair development. FEBS letters, 579(24), 5399-5406.
- Schapire, A. L., Voigt, B., Jasik, J., Rosado, A., Lopez-Cobollo, R., Menzel, D., … & Botella, M. A. (2008) Arabidopsis synaptotagmin 1 is required for the maintenance of plasma membrane integrity and cell viability. The Plant Cell, 20(12), 3374-3388.

### Эссе
- L’incredibile viaggio delle piante, Laterza, 2018
- Plant revoluction, Giunti editore, 2017
- Botanica. Viaggio nell’universo vegetale, Aboca edizioni, 2017
- Verde brillante, sensibilità e intelligenza del mondo vegetale, con Alessandra Viola, Giunti editore, 2015
- Biodiversi, con Carlo Petrini, Slow Foof, 2015
- Uomini che amano le piante, Giunti editore, 2014